# Zgodovina LGBTQ oseb v policijskem poklicu
Prisotnost policistov LGBTQ orientacije med organi pregona je bila v preteklosti kontroverzna. S časom so se policijske sile na to prilagodile z dodajanjem LGBTQ oddelkov, častnikov in odborov v svoje vrste, da bi upoštevale zakonodajo, ki so jo vlade določile za zaščito posameznikov, ki so imeli do tedaj malo ali nič glasu, ko je šlo za zakone, ki vplivajo na njihove skupnosti.

### Raznolikost in vključevanje v policijsko delo
Na sprejemanje raznolikosti na delovnem mestu in globalno odpravljanje diskriminacije vplivajo številni posamezniki, zaposleni, združenja in drugi v globalni policijski skupnosti.
Vključenost, evolucija, sprejemanje, intersekcionalnost, organizacijske vrednote in napredovanje v karieri vodijo do ponosnih policistov in k vse večjemu sprejemanju. Kljub vsemu, se številni posamezniki LGBTQ orientacije še vedno soočajo z veliko diskriminacijo v policiji. V študiji britanskih sil iz leta 2013, sta Jones in Williams ugotovila, da je skoraj 20% policistov iz istospolno orientirane manjšine izjavilo, da so že doživeli diskriminacijo. Hkrati je le 25% teh posameznikov o incidentu poročalo nadzorniku. Sledi časovni okvir zgodovine lezbijk, gejev, biseksualcev, transseksualcev in queer oseb v policiji.

## 1960. leta

### 1969

#### ZDA
Leta 1969, je območni policist iz Washingtona, DC, spremenil spol in 12 (od skupno 32) let odslužil kot policistka.

## 1970. leta

### 1974

#### ZDA
V Okrožju Alameda, Kalifornia je Šerifov urad začel zaposlovati istospolne policiste, saj žrtve istospolno usmerjenega kriminala v San Franciscu, napadov nase niso želele prijavljati.

### 1978

#### ZDA
Župan New Yorka Ed Koch je prepovedal diskriminacijo pri zaposlovanju policistov na podlagi spolne usmerjenosti. To je naletelo na odpor Dobrodelne zveze mestne patrulje. San Francisco je postalo prvo mesto v Ameriki, ki je začelo zaposlovati istospolne policiste. Tamkajšnja policijska uprava je prejela več kot 350 prošenj za zaposlitev.

## 1980. leta

### 1981

#### ZDA
Narednik policijske uprave New Yorka ( Charles H. Cochrane Jr. ) se je med razpravo v mestnem svetu javno opredelil kot gej. Postal je prvi član Newyorške policije, ki je javno naznanil svojo homoseksualnost. Leta 2016 je bila po njem imenovana ulica Greenwich Village (Sargeant Charles H. Cochrane Way). V časopisu je novinar Andy Humm zapisal: »Vstane in reče: "Ponosen sem, da sem policist v New Yorku," in potem pravi: "prav toliko pa sem ponosen, da sem gej." Za tem je v mestni hiši zbornica svetnikov skoraj ponorela.«

### 1982

#### ZDA
Narednik policijske uprave New Yorka Charles H. Cochrane ml. in nekdanji vodnik Fairviewa ( New Jersey) Sam Ciccone sta formirala prvo skupino za potrebe istospolno usmerjenih članov policijskih vrst.

### 1985

#### ZDA
Osnovano je bilo Združenje za mirovne oficirje Golden State, 'organizacija istospolno usmerjenih policistov, šerifovih namestnikov, kalifornijskih patruljnih policistov in drugih uslužbencev policije',ki je delovalo kot neformalna skupina častnikov, ki se je po delu zbrala, da bi pila pivo in razpravljala o frustracijah policijskega dela. Članek v Spokane Washington news iz leta 1987 navaja, da je bila skupina neuradno imenovana "Prašiči v raju".

## 1990. leta

### 1990

#### Združeno kraljestvo
Osnovana je zveza 'Gay Police Association (GPA)', ki jo je, skupaj s še štiimi policisti, ustanovil James Bradley iz metropolitanske policijske službe. Zveza je zastopala interese in potrebe gejevske in biseksualne policije in osebja v Združenem kraljestvu.

### 1991

#### ZDA
Lezbična in gejevska policijska zveza je bila sprva skupina štirih policistov iz Chicaga, ki so ustanovili organizacijo za podporo gejevskim in prikrito gejevskim policistom v tistem času. "LGPA je namenjena spodbujanju solidarnosti in spoštovanju človekovih pravic, zagotavljanju podpore in socialne interakcije svojimi člani ter spodbujanju razumevanja med policijo in LGBT skupnostmi z izobraževalnimi, komunikacijskimi in dobrodelnimi dejanji."

### 1995

#### ZDA
Prvi okrašeni voz na LGBT paradi leta 1995 v Chicagu je bil voz GOAL-Illinois (Gay Officers Action League).

## Po letu 2000

### 2004

#### Evropska unija
Evropska zveza istospolno usmerjenih policistov, ustanovljena leta 2004, je krovna organizacija, ki združuje policijske LGB in T organizacije iz vse Evrope. Predstavlja platformo za izmenjavo znanja in najboljših praks, ter za sodelovanje in boj proti diskriminaciji, tako v okviru policijskega dela kot tudi na splošno.

### 2009

#### Peru
V Peruju so objavili nacionalno prepoved dela policistom, ki imajo spolne odnose z osebami istega spola in navedli, da slednji škodujejo ugledu policijskih sil.

## Po letu 2010

### 2014

#### Združeno kraljestvo
Suzette Davenport vodja policijske enote Gloucestershire Constabulary, je naznanila svojo homoseksualnost na odru parade Ponosa v tem okraju.

### 2015

#### Združeno kraljestvo
V Združenem kraljestvu je bila po razpustitvi Gejevskega Policijskega združenja zaradi vladnih varčevalnih ukrepov ustanovljena Nacionalna policijska mreža LGBT, ki zagotavlja podporo Angliji, Walesu in Severni Irski.

#### ZDA
Policista sta postala prva partnerja, ki sta skupaj diplomirala na Bostonski policijski akademiji. Ob njuni diplomi se je govorilo, da sta bila prvi odprto gejevski par na kateri koli večji policijski postaji v ZDA.

### 2016

#### Kanada
Gej policist iz Toronta je poslal odprto pismo organizatorjem Parade ponosa v Torontu v zvezi s političnimi akcijami na povorki ponosa leta 2016, saj so slednji zahtevali, da organizatorji izključijo uniformirane policijske uslužbence in policijska vozila iz udeležbe na prihodnjih paradah ponosa v Torontu.
Policisti so močno zastopani v skupnosti LGBT in ne bi bilo sprejemljivo, da bi jih odtujili in diskriminirali tiste, ki jih podpirajo. Tudi oni so se borili za svoj prostor in delovno mesto brez diskriminacije in pristranskosti.
Policija v Torontu je ustanovila štipendijski sklad za mlade, ki ga vodi predstavnik za LGBTQ skupnost in zagotavlja policijsko podporo članom LGBTQ skupnosti v Torontu.

#### Čile
Čilenec Hugo Alcalde je postal prvi istospolno usmerjeni policist te države, ki je s svojim partnerjem sklenil civilno zvezo.

#### Nizozemska
Avgusta leta 2016 je potekala 1. letna svetovna LGBT konferenca za strokovnjake na področju kazenskega prava , z naslovom "Povezovanje in navdih".

#### ZDA
Med ranjenimi v Dallasu, v Teksasu, kjer se je v juliju zgodil ostrostrelski napad, je bil ranjen zaposleni pri podjetju Dallas Area Rapid Transit (DART). Z bivšim možem sta sodelovala s Centrom za resurse - lezbično, gejevsko, biseksualno in transseksualno organizacijo - da bi zagotovila enake ugodnosti za istospolne partnerje, zaposlene v DARTu.

## Zgodovinska združenja
- Golden State Peace Officers Association
- Gay Officers Action League

## Poglej tudi
- LGT
- Parada ponosa